# Licq
Licq är ett direktmeddelandeprogram för Linux/Unix med stöd för ICQ/AIM- och MSN-protokollen.